# 青い実の瞳
「青い実の瞳」（あおいみのひとみ）は、太田裕美の楽曲。1984年5月21日にシングルとして発売された。

## 解説
前作のシングル『満月の夜 君んちへ行ったよ』に続くテクノポップ路線の楽曲。同じく銀色夏生が山元みき子名義で作詞を、大村雅朗が編曲を担当している。
カップリング曲「バラになって逃げよう」は、アルバム『TAMATEBAKO』には収録されなかった。のちにシングルA面・B面曲を集めたベストアルバム『太田裕美 Singles 1978-2001』に収録されている。
ジャケット写真は『TAMATEBAKO』のアルバムジャケット写真のポーズ違いを使用している。
PVが存在しており、当時同プロダクションのアン・ルイスと共に出演していた新曲紹介番組で流されている。

## 収録曲
A面
1. 青い実の瞳（2分54秒）
  - 作詞：山元みき子／作曲：太田裕美／編曲：大村雅朗

B面
1. バラになって逃げよう
  - 作詞：山元みき子／作曲：太田裕美／編曲：大村雅朗

## 収録アルバム
- TAMATEBAKO
- GOLDEN J-POP/THE BEST 太田裕美
- GOLDEN☆BEST 太田裕美 コンプリート・シングル・コレクション
- 太田裕美 Singles 1978-2001